# Chiesa di San Cristoforo (Vagliagli)
La chiesa di San Cristoforo è un luogo di culto cattolico di Vagliagli, frazione di Castelnuovo Berardenga, in provincia di Siena.

## Storia e descrizione

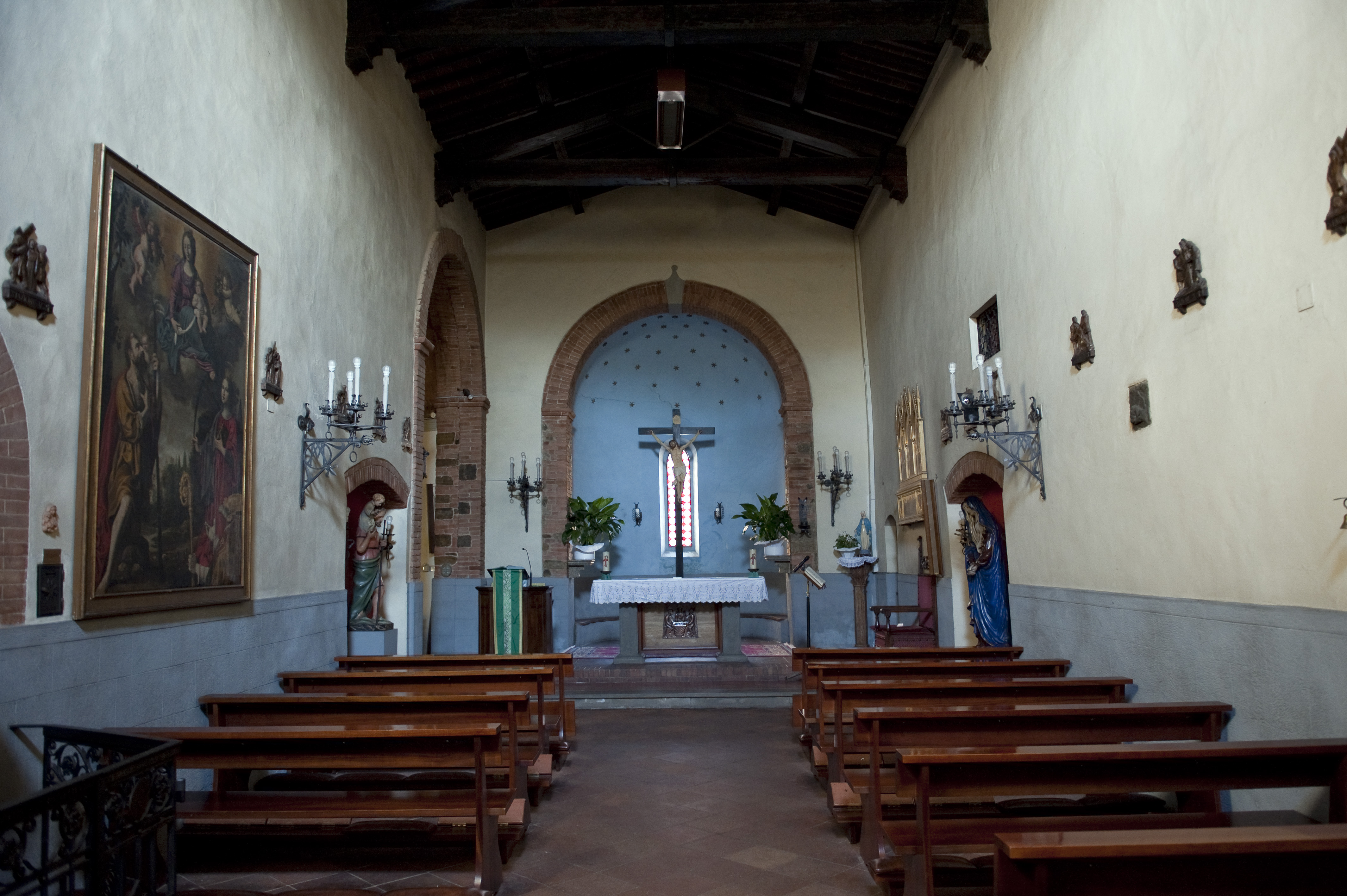
Interno

La chiesa è attestata fin dal 1226, ma l'edificio attuale, con facciata in stile neoromanico, è frutto di una ricostruzione effettuata tra la fine del XIX e del XX secolo.
L'interno ad unica navata conserva opere di notevole interesse tra cui un affresco della Scuola Senese del XVI secolo, raffigurante San Cristoforo, San Bernardino e San Sebastiano, l'importante fonte battesimale in marmo di Lorenzo di Mariano, detto Il Marrina del XV secolo, una tela della bottega di Rutilio Manetti raffigurante la Madonna in gloria tra San Cristoforo e Santa Caterina d'Alessandria, un trittico in stile trecentesco senese con San Pietro fra i Santi Paolo e Stefano, opera di Icilio Federico Joni, del 1940.
Poco oltre è la fattoria dell'Aiola, nelle cui vicinanze è l'antica pieve romanica di San Romolo, nota fin dal 1070, ma oggi in stato di abbandono.